# Ескадрені міноносці типу 7-У
Ескадрені міноносці типу 7-У або проєкту 7-У (рос. Эскадренные миноносцы проекта 7), також есмінці типу «Сторожевий» — клас ескадрених міноносців, що випускалися радянськими суднобудівельними компаніями з 1936 по 1942 роки. Ескадрені міноносці цього типу розроблялися як удосконалена версія есмінців типу «Гневний», перебували на озброєнні лише Чорноморського та Балтійського флотів ВМФ СРСР і активно використовувалися протягом німецько-радянської війни.

## Список ескадрених міноносців типу 7-У
| N з/п              | Назва корабля     | No.  | Верф                 | Закладений      | Спущений на воду  | Введений до строю | Увійшов до складу флоту | Виведений зі складу ВМС                                                                       | Статус |
| ------------------ | ----------------- | ---- | -------------------- | --------------- | ----------------- | ----------------- | ----------------------- | --------------------------------------------------------------------------------------------- | --- |
| Балтійський флот   |                   |      |                      |                 |                   |                   |                         |                                                                                               | |
| 1                  | «Сторожевий»      | 517  | ССЗ № 190, Ленінград | 26 серпня 1936  | 2 жовтня 1938     | 6 жовтня 1940     | 12 квітня 1941          | 11 березня 1958 року списаний зі складу сил флоту                                             | розібраний на брухт                                                                                           |
| 2                  | «Стойкий»         | 518  | ССЗ № 190, Ленінград | 31 березня 1938 | 26 грудня 1938    | 18 жовтня 1940    | 12 квітня 1941          | 6 лютого 1960 року перероблений на корабель-мішень                                            | 2 липня 1961 року затонув під час шторму біля мису Таран                                                      |
| 3                  | «Страшний»        | 519  | ССЗ № 190, Ленінград | 31 березня 1938 | 8 квітня 1939     | 22 червня 1941    | липень 1941             | 18 квітня 1958 року перероблений на навчальний корабель                                       | 12 січня 1960 року розібраний на брухт                                                                        |
| 4                  | «Сильний»         | 520  | ССЗ № 190, Ленінград | 31 січня 1938   | 1 листопада 1938  | 31 жовтня 1940    | 12 квітня 1941          | 20 лютого 1959 року перероблений на корабель-мішень                                           | 21 січня 1960 року розібраний на брухт                                                                        |
| 5                  | «Смелий»          | 521  | ССЗ № 190, Ленінград | 31 березня 1938 | 30 квітня 1939    | 31 травня 1941    | 18 червня 1941          | 31 серпня 1941                                                                                | 27 червня 1941 року підірвався на міні в Ірбенській протоці та затонув                                        |
| 6                  | «Строгий»         | 523  | ССЗ № 190, Ленінград | 26 жовтня 1938  | 31 грудня 1939    | 22 вересня 1942   | грудень 1942            | 26 червня 1964 року списаний зі складу сил флоту                                              | розібраний на брухт                                                                                           |
| 7                  | «Скорий»          | 524  | ССЗ № 190, Ленінград | 23 жовтня 1938  | 24 липня 1939     | 15 липня 1941     | 18 липня 1941           | 10 вересня 1941 року                                                                          | 28 серпня 1941 року підірвався на міні під час Талліннського переходу та затонув                              |
| 8                  | «Свирепий»        | 525  | ССЗ № 190, Ленінград | 30 грудня 1938  | 28 серпня 1939    | 22 червня 1941    | 18 липня 1941           | 3 квітня 1958 року списаний зі складу сил флоту                                               | розібраний на брухт                                                                                           |
| 9                  | «Статний»         | 526  | ССЗ № 190, Ленінград | 29 грудня 1938  | 24 листопада 1939 | 9 липня 1941      | 18 липня 1941           | 31 серпня 1941                                                                                | 18 серпня 1941 року підірвався на міні біля Рогукюла                                                          |
| 10                 | «Стройний»        | 527  | ССЗ № 190, Ленінград | 29 грудня 1938  | 29 квітня 1940    | 30 серпня 1941    | 22 вересня 1941         | 27 серпня 1965                                                                                | розібраний на брухт                                                                                           |
| 11                 | «Славний»         | 293  | ССЗ № 189, Ленінград | 31 січня 1939   | 19 вересня 1939   | 31 травня 1941    | 19 червня 1941          | 4 березня 1964 року списаний зі складу сил флоту                                              | розібраний на брухт                                                                                           |
| 12                 | «Суровий»         | 297  | ССЗ № 189, Ленінград | 1 лютого 1939   | 5 серпня 1939     | 31 травня 1941    | 18 червня 1941          | 19 листопада 1941                                                                             | 13 листопада 1941 року підірвався на міні поблизу Ханко в ході евакуації; затоплений                          |
| 13                 | «Сердитий»        | 298  | ССЗ № 189, Ленінград | 15 жовтня 1938  | 21 квітня 1939    | 15 жовтня 1940    | 12 квітня 1941          | 27 липня 1941                                                                                 | 19 липня 1941 року потоплений німецькими Ju 88 поблизу Гелтермаа на острові Гіюмаа                            |
| Чорноморський флот |                   |      |                      |                 |                   |                   |                         |                                                                                               | |
| 14                 | «Совершенний»     | 1073 | ССЗ № 200, Миколаїв  | 17 вересня 1936 | 25 лютого 1939    | 25 вересня 1940   | 30 вересня 1941         | 25 жовтня 1945 року піднятий та списаний зі складу сил флоту                                  | 8 червня 1942 року затоплений артилерійським вогнем у Севастополі                                             |
| 15                 | «Свободний»       | 1074 | ССЗ № 200, Миколаїв  | 23 серпня 1936  | 25 лютого 1939    | 25 вересня 1940   | 2 січня 1942            | 24 червня 1942 року списаний зі складу сил флоту; після війни піднятий та розібраний на брухт | 10 червня 1942 року затоплений у Північній бухті німецькими бомбардувальниками II./KG 26                      |
| 16                 | «Способний»       | 1074 | ССЗ № 200, Миколаїв  | 7 березня 1939  | 30 вересня 1939   |                   | 24 червня 1941          |                                                                                               | 6 жовтня 1943 року потоплений німецькими пікіруючими бомбардувальниками Ju 87 III./StG 3 поблизу мису Меганом |
| 17                 | «Смишлений»       | 1077 | ССЗ № 200, Миколаїв  | 27 червня 1938  | 26 серпня 1939    | 10 листопада 1940 | 12 квітня 1941          | 2 травня 1942                                                                                 | 6 березня 1942 року підірвався на міні на підході до Новоросійська                                            |
| 18                 | «Сообразительний» | 1078 | ССЗ № 200, Миколаїв  | 3 березня 1939  | 26 серпня 1939    | 10 травня 1941    | 7 червня 1941           | 19 березня 1966 року списаний зі складу сил флоту                                             | розібраний на брухт                                                                                           |